# Johannes Ketty

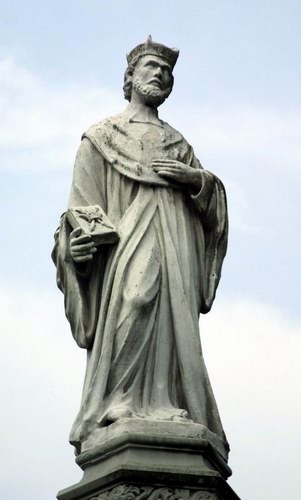
Johannes Cantius

Johannes Ketty, ook Johannes Cantius of Jan z Kęt (Kęty, Polen, 24 juni 1390 – Krakau, Polen, 24 december 1473) was een Poolse priester, theoloog en professor aan de Jagiellonische Universiteit in Krakau. 
Hij werd geboren in Kęty, een klein dorp in Polen, en studeerde filosofie en theologie in Krakau. Na zijn studies werd hij priester en later docent aan dezelfde universiteit waar hij zijn vorming had genoten. Johannes stond bekend om zijn diepgaande kennis, zijn devotie tot het geloof en zijn levensstijl van extreme nederigheid en armoede.
Gedurende zijn leven wijdde hij zich volledig aan zowel het onderwijzen als het helpen van de armen. Hij verdeelde zijn persoonlijke bezittingen onder de behoeftigen en stond bekend om zijn grote barmhartigheid en liefde voor de medemens. Johannes leidde een streng ascetisch leven, vastte vaak en maakte meerdere pelgrimstochten naar Rome en Jeruzalem. Zijn intellect en diepe spiritualiteit maakten hem geliefd bij studenten en collega’s.
Na zijn dood in 1473 begonnen al snel berichten over wonderen op zijn graf, wat uiteindelijk leidde tot zijn zaligverklaring in 1676 door paus Clemens X en zijn heiligverklaring in 1767 door paus Clemens XIII. Johannes van Ketty wordt beschouwd als de patroonheilige van academici, leraren en studenten.
Hij wordt op 23 december herdacht, een dag vóór zijn sterfdatum. Zijn relieken bevinden zich in de Sint-Annakerk in Krakau.